# بدوال
البدوال أو قرع الحية الخياري (الاسم العلمي:Trichosanthes cucumerina) هو نوع من النباتات يتبع جنس قرع الحية من الفصيلة القرعية.